# Petheő család
A gersei nemes, báró és gróf Petheő család egy középkori eredetű magyar nemesi család.

## Története
A család első felmenője a Csopon (Csapo) de Nádasd Comes (1250 körül), aki a vasi Nádasd nemzetségből (az Árpáddal bejött 108 nemzetség egyike) származott. Hídvégi Margittól született öt fia közül György Bars vármegye, Tamás Abaúj vármegye alispánja, míg János Zala és Vas vármegye főispánja lett. János és Tamás az 1403-as felkelés leverésében segédkeztek, majd jutalmul a zalai Keménd várát kapták. János fia, István, apja tisztségeit vitte tovább, ő is az említett két vármegye főispáni székében ült. István fia, Miklós, pedig a pohárnokmester megtisztelő címet viselte. Egy később élt családtag, Pethő János, aki többek között főpohárnok és Sopron vármegye főispánja is volt, 1549. április 7-én testvéreivel, Boldizsárral és Gáspárral együtt bárói címet kapott. János kitűnő katona volt, ezt az is bizonyítja, hogy többek között Zólyom, Lippa, Kassa és Komárom várának kapitánya is volt. Ennek a Jánosnak az unokája, Zsigmond főkapitány és zempléni főispán 1666. április 21-én már a grófi címet is magáénak tudhatta. A családtagok közül még megemlítendő gróf Pethő Mihály, aki nagyapjához, a grófi cím megszerzőjéhez hasonlóan zempléni főispán volt.